# Radosław Jędrzejewski
Radosław Jędrzejewski (ur. 11 lutego 1980) – polski lekkoatleta, skoczek w dal. Absolwent amerykańskiego uniwersytetu Eastern Michigan University. Zawodnik Agrosu Zamość.
Wielokrotny medalista mistrzostw Polski w różnych kategoriach wiekowych, w tym trzykrotny złoty medalista Mistrzostw Polski do lat 23 oraz brązowy medalista mistrzostw Polski seniorów (2001). Czwarty zawodnik mistrzostw Europy juniorów (Ryga 1999).

## Rekordy życiowe
- Skok w dal – 7,62 (2002)
- Skok w dal (hala) – 7,55 (2001)
- Bieg na 100 metrów – 10,95 (1998)